# Thierville
Thierville is een gemeente in het Franse departement Eure (regio Normandië) en telt 218 inwoners (1999). De plaats maakt deel uit van het arrondissement Bernay.

## Geografie
De oppervlakte van Thierville bedraagt 3,6 km², de bevolkingsdichtheid is 60,6 inwoners per km².
De onderstaande kaart toont de ligging van Thierville met de belangrijkste infrastructuur en aangrenzende gemeenten.

## Demografie
Onderstaande figuur toont het verloop van het inwonertal (bron: INSEE-tellingen).